# Лукрюп
Лукрю́п (фр. Loucrup, окс. Locrup) — коммуна во Франции, находится в регионе Юг — Пиренеи. Департамент — Верхние Пиренеи. Входит в состав кантона Осён. Округ коммуны — Тарб.
Код INSEE коммуны — 65281.

## География
Коммуна расположена приблизительно в 670 км к югу от Парижа, в 125 км юго-западнее Тулузы, в 13 км к югу от Тарба.

## Климат
Климат умеренно-океанический с солнечной тёплой погодой и обильными осадками на протяжении практически всего года.

## Население
Население коммуны на 2010 год составляло 210 человек.
| 1962 | 1968 | 1975 | 1982 | 1990 | 1999 | 2010 |
| ---- | ---- | ---- | ---- | ---- | ---- | ---- |
| 164  | 155  | 141  | 160  | 182  | 202  | 210  |

## Администрация
| Период | Период | Фамилия          | Партия | Примечания |
| ------ | ------ | ---------------- | ------ | ---------- |
| 2001   | 2014   | Дидье Лагарриг   |        |            |
| 2014   | 2020   | Жан-Франсуа Дрон |        |            |

## Экономика
В 2010 году среди 131 человека трудоспособного возраста (15-64 лет) 96 были экономически активными, 35 — неактивными (показатель активности — 73,3 %, в 1999 году было 82,5 %). Из 96 активных жителей работали 87 человек (50 мужчин и 37 женщин), безработных было 9 (3 мужчин и 6 женщин). Среди 35 неактивных 11 человек были учениками или студентами, 15 — пенсионерами, 9 были неактивными по другим причинам.

## Достопримечательности
- Церковь Св. Мартина (XIX век)
- Римский оппидум

## Фотогалерея

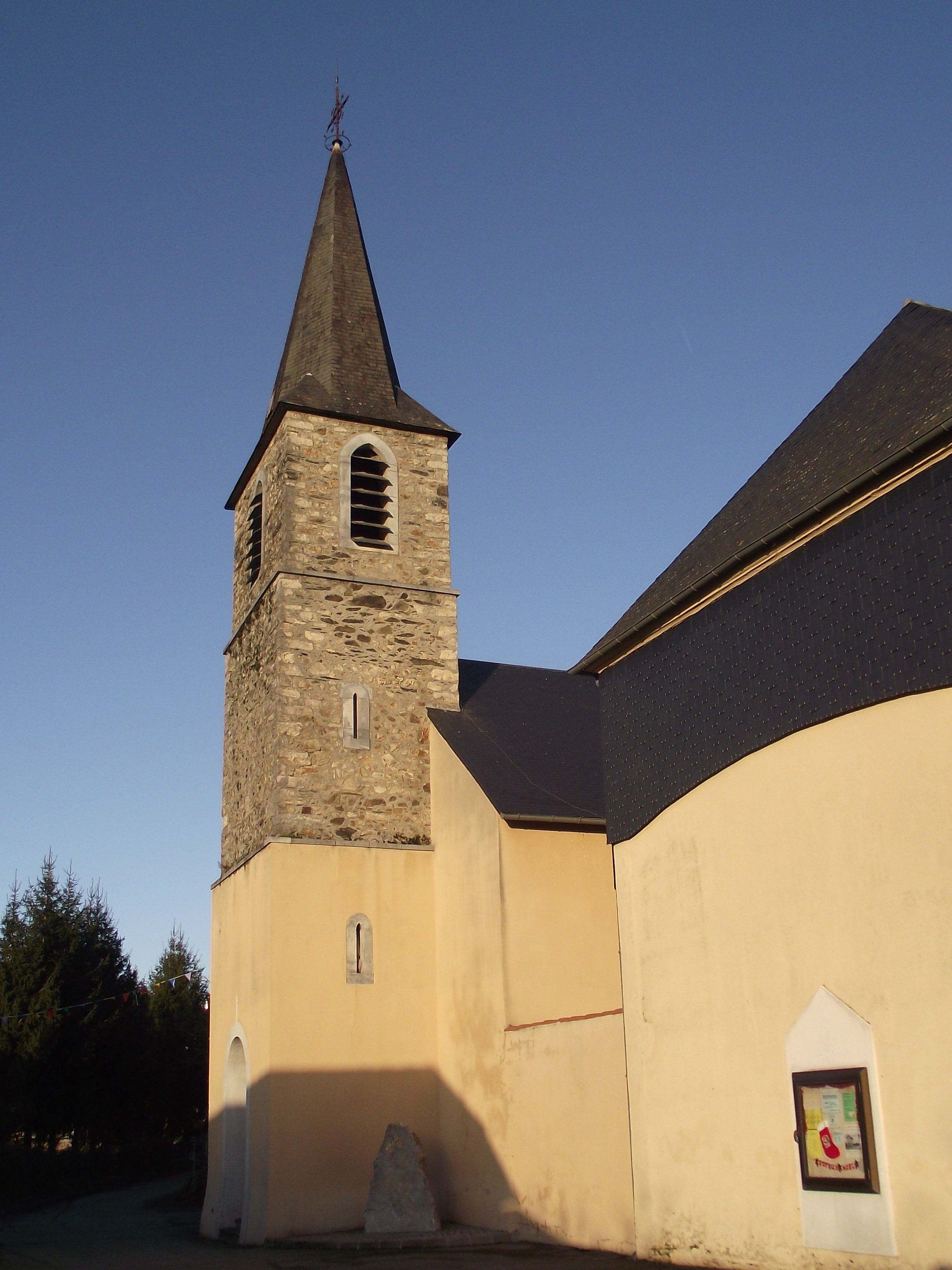
Церковь Св. Мартина
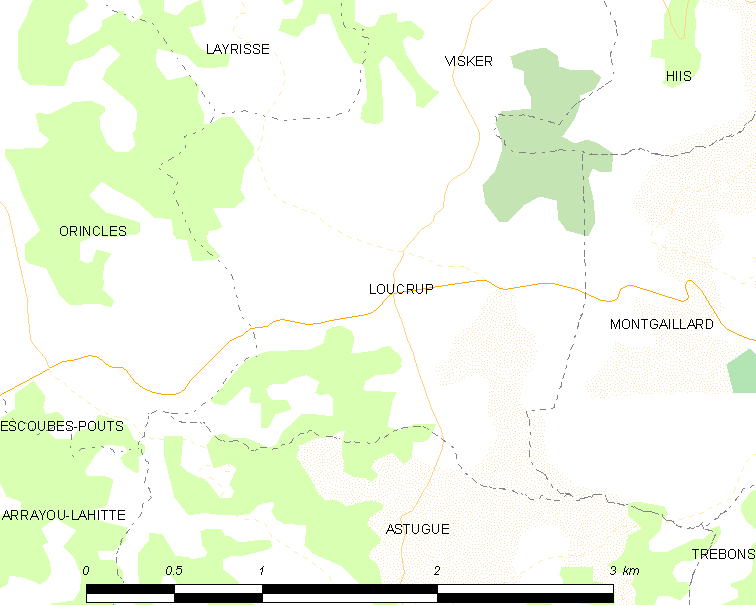
Карта коммуны